# 170487 Mallder
170487 Mallder è un asteroide della fascia principale. Scoperto nel 2003, presenta un'orbita caratterizzata da un semiasse maggiore pari a 2,4448940 au e da un'eccentricità di 0,1188664, inclinata di 3,19498° rispetto all'eclittica.